# Liste des évêques de Mindelo
Liste des évêques de Mindelo
(Dioecesis Mindelensis)
L'évêché de Caxito est créé le 9 décembre 2003, par détachement de celui de Santiago du Cap-Vert.

## Liste des évêques
- 14 novembre 2003-22 juillet 2009 : Arlindo Gomes Furtado
- 22 juillet 2009-25 janvier 2011 : siège vacant
- depuis le 25 janvier 2011 : Ildo dos Santos Lopes Fortes (Ildo Augusto dos Santos Lopes Fortes)

## Sources
- L'Annuaire pontifical, sur le site http://www.catholic-hierarchy.org, à la page